# 卡爾霍恩 (喬治亞州)
卡爾霍恩（英語：Calhoun）是一個位於美國喬治亞州戈登縣的城市。根據2010年美國人口普查，該地人口為15650人，而該地的面積約為38.90平方千米。同時該地也是戈登縣的縣治。

## 地理
卡爾霍恩的座標為34°30′00″N 84°56′33″W / 34.50000°N 84.94250°W，而該地的平均海拔高度為201米（即659英尺）。